# What Is Life
Ne doit pas être confondu avec Qu'est-ce que la vie ?.
Singles de George Harrison
My Sweet Lord
(1970) Bangla Desh
(1971)
Pistes de All Things Must Pass
Isn't It a Pity If Not for You
What Is Life est une chanson composée et écrite par George Harrison, parue en 1970 sur son triple album All Things Must Pass et l'année suivante en single. Elle se classa 10e aux États-Unis.
Une version instrumentale alternative (backing track), avec trompette et hautbois, a vu le jour sur la réédition de All Things Must Pass parue en 2001.

## Clip
À l'occasion de la sortie en septembre 2014 du coffret The Apples Years 1968-75, la veuve de George Harrison, Olivia, et leur fils Dhani organisent un concours dans lequel les participants sont invités à créer un clip vidéo pour la chanson What Is Life. Le concours est remporté par Brandon Moore dont le clip met en scène Emma Rubinowitz et Esteban Hernandez, deux danseurs du San Francisco Ballet.

## Personnel
- George Harrison – guitare acoustique, slide, chant, chœurs
- Eric Clapton – guitare électrique
- Pete Ham - guitare acoustique
- Tom Evans - guitare acoustique
- Joey Molland - guitare acoustique
- Carl Radle – basse
- Bobby Whitlock - orgue
- Bobby Keys - saxophone
- Jim Price - trompette, arrangements des cuivres
- Jim Gordon – batterie
- Mike Gibbons - tambourin
- John Barham - orchestration
- The George O'Hara-Smith singers – chœurs

### Équipe technique
- George Harrison, Phil Spector – production
- Ken Scott – ingénieur du son
- Phil McDonald – ingénieur du son

## Reprises
- La chanson a été reprise par Olivia Newton-John sur son album Olivia de 1972, elle reprend aussi sur celui-ci une autre chanson de George Harrison,  Behind That Locked Door.

- Nicola Sirkis, chanteur du groupe Indochine, en 1992 l'a aussi reprise sur son album solo Dans la lune....

## Utilisation dans la culture populaire
Cette chanson apparaît dans les films suivant :
- Les Affranchis de Martin Scorsese, en 1990
- Docteur Patch de Dennis Dugan,  en 1998
- Big Daddy de Tom Shadyac, en 1999
- Away We Go de Sam Mendes, en 2009
- 40 ans : Mode d'emploi de Judd Apatow, en 2012
- Battle of the Sexes de Jonathan Dayton et Valerie Faris, en 2017